# Mycetina corallina
Mycetina corallina es una especie de coleóptero de la familia Endomychidae.

## Distribución geográfica
Habita en Sarawak, Malasia.